# The Hunter (musikalbum av Blondie)
The Hunter är ett musikalbum av Blondie. Albumet, som släpptes den 5 juni 1982, är gruppens sjätte studioalbum.

## Låtförteckning
Sida A
1. "Orchid Club" (Harrison, Harry) – 5:45
2. "Island of Lost Souls" (Harry, Stein) – 4:42
3. "Dragonfly" (Harry, Stein) – 6:00
4. "For Your Eyes Only" (Harry, Stein) – 3:07
5. "The Beast" (Harry, Stein) – 4:54

Sida B
1. "War Child" (Harrison, Harry) – 4:00
2. "Little Caesar" (Harry, Stein) – 3:00
3. "Danceway" (Destri) – 3:19
4. "(Can I) Find the Right Words (To Say)" (Destri, Harry) – 3:07
5. "English Boys" (Harry, Stein) – 3:49
6. "The Hunter Gets Captured by the Game" (Robinson) – 3:37

## Musiker
- Deborah Harry - sång
- Frank Infante - gitarr
- Chris Stein - gitarr
- Jimmy Destri - keyboards
- Nigel Harrison - elbas
- Clem Burke - trummor